# Thunderbird-raketsysteem
Het English Electric Thunderbird Surface to Air Guided Weapon System (Thunderbird SAGWS) zoals de volledige naam luidt was een door de firma English Electric Ltd. ontworpen raketsysteem voor de luchtverdediging dat van 1960-1977 door de Britse landmacht werd gebruikt.
Wereldwijd zijn er nu slechts enkele exemplaren van over als museumstuk.
Er bestaat verwarring over dit raketsysteem, dat vanwege de uiterlijke gelijkenis ten onrechte vaak wordt verwisseld met het wat nieuwere Bristol Bloodhound-raketsysteem van de Britse luchtmacht.
- Thunderbird Mk1 was operationeel bij de Royal Army van 1959-1966
- Thunderbird Mk2 van 1966-1977

Het Thunderbird raketsysteem was ook operationeel bij de krijgsmacht van Saoedi-Arabië, Libië en Zambia.

## Geschiedenis
In 1949 werd onder de codenaam Red Duster door de firma English Electric Ltd. Voor de Britse landmacht een mobiel raketsysteem ontworpen dat als doel had de eenheden in het veld rondom van minstens 20 mijl luchtdekking te voorzien. Vanwege de gebleken betrouwbaarheid was de raket en zijn boostertrap voorzien van respectievelijk 1 en 4 vastebrandstofmotoren.
In 1959 werd dit type als Thunderbird Mk1 operationeel bij 36th en 37th Heavy Air Defence Regiment Royal Artillery die werden hernoemd in 36th en 37th Guided Weapons Regiment Royal Artillery.
36th GW Regiment bestond uit de volgende eenheden
- HQ troop (staf)
- 10 Batterij
  - A troop (radar)
  - B en C troop (lanceereenheden)
- 111 Batterij
  - D troop (radar)
  - E en F troop (lanceereenheden)
- 260 SAM Signal Sqn (verbindingen)
- 36 REME (elektronisch en mechanisch onderhoud)
- 7 GM RAOC (raketonderhoud) Dorsten-Wulfen (West-Duitsland)

36th GW Regiment was gelegerd op de volgende locaties
- 1959 - Shoeburyness (VK) eerste uitrusting met Thunderbird Mk1 systemen
- 1961 - RAF Gütersloh (West-Duitsland) Mansergh Barracks, Duisburg (West-Duitsland) Glamorgan Barracks
- 1964 - non-ops verklaard en transitie op nieuw systeem
- 1966 - opnieuw uitgerust met Thunderbird Mk2 systemen, verplaatst naar Dortmund (West-Duitsland) Napier Barracks
- 1968 - terugkeer Shoeburyness (VK), samenvoeging met 37th Air Defence Regiment en hernoemd in 36th Heavy Air Defence Regiment
- 1970 - terugkeer naar Dortmund (West-Duitsland) Napier Barracks
- 1977 - eenheid non-ops verklaard en opgeheven

37th GW Regiment was gelegerd op de volgende locaties
- 1959 - terugkeer uit Malta en plaatsing in Blandford, Dorset (VK), hernoemd in 37th Guided Weapon Regiment
- 1960 - verplaatst naar Piddlehinton Camp, Dorset (VK) en transitie op Thunderbird Mk1
- 1963 - verplaatst naar Falaise Camp (Aden)
- 1964 - hernoemd in 37th Heavy Air Defence Regiment, verplaatst naar Llanion Barracks, Pembroke Dock (UK)
- 1967 - verplaatst naar Shoeburyness (VK)
- 1968 - samenvoeging met 36th Air Defence Regiment en hernoemd in 36th Heavy Air Defence Regiment
- Vanaf 1968 zie onder 36th GW Regiment

De raketten van het Thunderbirdsysteem hadden een bereik van circa 30 mijl en werden door actieve radargeleiding bestuurd middels de door British Thomson-Houston (BTH) Ltd. geleverde type 83 Yellow River pulsradar.
Deze werd in 1965 vervangen door een continu zendende Ferranti (Edinburgh) AD10 Firelight rondzoekadar die werd gekoppeld aan een AMES type 88 Big Ears tactische radar en een AMES type 89 Noddy hoogtezoekradar. Het hierdoor aanmerkelijk verbeterde systeem werd in 1966 als Thunderbird Mk2 operationeel.

## Internationaal gebruik
- Saoedi-Arabië: In 1967 werd het Thunderbird Mk1 systeem met 40 raketten aan Saoedi-Arabië geleverd.
- Finland: In de beginjaren ’60 overwoog Finland de aankoop van het Thunderbird Mk1 en het Bloodhound Mk1 raketsysteem; deze order werd echter ingetrokken.
- Libië: In 1966 kocht Libië het Thunderbird Mk1 raketsysteem en het Rapier raketsysteem samen met 100 raketten. Thunderbird is echter nooit geleverd.
- Zambia: In 1969 werd met Zambia een overeenkomst bereikt voor de aankoop van het Thunderbird Mk1 raketsysteem en het Rapier raketsysteem en 50 raketten. Thunderbird is nooit geleverd.